# Rawlinna
Rawlinna est une localité isolée  d'Australie-Occidentale.
Elle se situe sur le chemin de fer transaustralien (Trans-Australian Railway), à environ 900 kilomètres à l'est de Perth et à 350 kilomètres à l'ouest de la frontière entre l'Australie-Occidentale et l'Australie-Méridionale. Elle est aussi dans la zone de la plaine de Nullarbor.